# Chiesa di San Rocco (Romano di Lombardia)
La chiesa di San Rocco è un luogo di culto campestre cattolico, si trova a Romano di Lombardia, ed è sussidiario della parrocchiale di Santa Maria Assunta e San Giacomo.

## Storia
Il grave contagio della peste del 1630 risulta presente sul territorio di Romano di Lombardia già dal luglio dell'anno precedente, per questa ragione erano stati messi controlli agli ingressi cittadini, per impedire l'accesso agli ambulanti che volevano entrare nella cittadina da altre località, ma questo non bastò. Il primo morto di epidemia, risulta essere Antonio Trusselli il 9 luglio 1629. Seguì poi un'alta moria tra i romanesi documentata nei registri parrocchiali. Il 20 luglio del 1630 fu assegnato a Giovanni Antonio Rossi detto Polissena, l'incarico di rimuovere le vetrate della chiesa di San Defendente, perché l'aula potesse avere più aerazione. Si deduce che il medesimo architetto abbia progettato la chiesa in oggetto in quanto molto presente sul territorio. Rimozione avvenuta l'11 dicembre 1631. La comunità di Romano fu duramente colpita dall'epidemia, risulta che su 2 000 abitanti, 281 morirono; vi furono personaggi illustri tra cui i notai cittadini, e non essendo possibile rogare le ultime volontà dei cittadini furono incaricati i rettori delle chiese a svolgere le funzioni notarili.
La comunità dei fedeli si rivolgeva con le suppliche a san Rocco, santo protettore degli appestati. Il consiglio cittadino della vicinia deliberò nel 1631 di edificare una chiesa intitolata al santo in prossimità del campo che era stato luogo di sepoltura, e che venne delimitato da un fossato per impedire l'accesso agli animali
(dott. A Masia ' L'Amico - 2 aprile 1922)
Secondo le testimonianze conservate presso l'archivio parrocchiale, nel cimitero presso la chiesa, furono inumati anche i morti dell'epidemia del 1836.
Nel 1759 fu elevatala torre campanaria con una sola campana. Nei primi anni del Novecento fu fatto un inventario dei beni conservati nella chiesa voluto dal vescovo Adriano Bernareggi. Nel XXI secolo, la chiesa fu oggetto di importante lavoro di restauro e recupero dell'antica chiesa.

## Descrizione

### Esterno
L'edificio di culto dal classico orientamento a est, e si trova dislocato dall'antico borgo in prossimità del Serio, ed è anticipato dal portico di altezza inferiore rispetto all'aula, con tre aperture ad arco a tutto sesto sorrette da colonne in pietra arenaria, e con copertura del tetto lignea. La facciata conserva affreschi raffiguranti Cristo con la Madonne, angeli e anime purganti centralmente e laterali scene macabre tipiche dell'epoca e che dovevano portare al discorso della morte, e che raffigura anche il borgo e le sue mura e un carro di appestati che vengono allontanati per essere sepolti nel cimitero di San Rocco.

### Interno
L'interno a unica navata con volta a botte lunettata, si presenta a pianta rettangolare. La cornice che regge la volta si interrompe solo in prossimità della finestra rettangolare atta a illuminare l'aula. La cantoria, risalente al XVIII secolo è posta sulla controfacciata. La parte presbiterale è anticipata dall'arco trionfale, affiancato da due nicchie che ospitano due statue in gesso di san Rocco e san Bernardo. Il presbiterio è anticipato da un gradino e ha la copertura da volta a botte, delimitato da due balaustre in marmo.  Due affreschi raffiguranti l'Apparizione di san Defendente a Tolotto e apparizione di san Fermo e un contadino inserite in cornici lavorate in stucco. Il coro a fondo piatto ospita la pala d'altare posta in una cornice in stucco rappresentante la Santissima Trinità con la Madonna e san Rocco e le anime purganti, mentre lateralmente due dipinti su tela raffigurano i santi Gottardo e Apollonia, forse parti smembrate di un polittico. I dipinti sono stati oggetti di restauro nel 1990 a cura di Lorenzo Pirovano e contributo della provincia di Bergamo. La sacrestia conserva un paliotto di interessante rilievo artistico sempre con soggetto macabro.